# 汗牛乡
汗牛乡，是中华人民共和国四川省阿坝藏族羌族自治州小金县下辖的一个乡镇级行政单位。

## 行政区划
汗牛乡下辖以下地区：
中纳村、大哇村、足木村、阿斯隆村和枷担湾村。